# Shiprock (New Mexico)
Shiprock is een plaats (census-designated place) in de Amerikaanse staat New Mexico, en valt bestuurlijk gezien onder San Juan County.

## Demografie
Bij de volkstelling in 2000 werd het aantal inwoners vastgesteld op 8156.

## Geografie
Volgens het United States Census Bureau beslaat de plaats een oppervlakte van
42,0 km², waarvan 41,1 km² land en 0,9 km² water.

## Plaatsen in de nabije omgeving
De onderstaande figuur toont nabijgelegen plaatsen in een straal van 36 km rond Shiprock.

## Geboren
- Amber Midthunder (1997), actrice